# Tove Jansson
Tove Jansson   (Hèlsinki, 9 d'agost de 1914 - Hèlsinki, 27 de juny de 2001) fou una escriptora, pintora i il·lustradora finesa d'idioma suec. És particularment coneguda per la seva obra per a nens, i sobretot per haver creat els personatges de la família Mumin, molt famosos al nord d'Europa i en altres zones, gràcies a la sèrie de televisió del mateix nom.

## Biografia
Jansson residí en una illa menor de les illes Pellinge del golf de Finlàndia en una casa de camp que els seus pares tenien a prop de la ciutat de Porvoo. La Tove es va criar en una llar d'allò més creativa: el seu pare era escultor, Viktor Jansson, i la seva mare artista gràfica i il·lustradora, Signe Hammarsten-Jansson. La família tenia una mascota, un mico anomenat Poppolino —a qui, segons diuen, li encantava vestir jerseis de rombes—, i una mainadera que llegia Plató, aquests eren tan sols dos dels membres tan poc convencionals d'aquesta extensa «família» Jansson.
L'ambient en què va créixer de petita va proporcionar a Jansson una primerenca font d'inspiració. Aquest, en molts aspectes, s'assembla a l'entorn que habiten els fascinants personatges dels còmics sobre els Mumin: una casa màgica i esgavellada on viu una família afectuosa, un gran nombre d'amics, i un variat repertori de convidats voraços; tot plegat situat enmig d'una vall verdíssima a tocar del mar.

## Obra
Als quinze anys ja va publicar les seves primeres il·lustracions i caricatures a la revista satírica finlandesa de llengua sueca i idees progressistes Garm, i poc després se’n va anar a estudiar a l'escola universitària de Belles Arts Konstfack d'Estocolm. Als dinou anys va prosseguir els seus estudis a l'escola de dibuix de la Helsinki Art Society, a la Galeria Nacional de Finlàndia, mentre viatjava per tot el continent i exhibia les seves obres, tant a l'estranger com al seu país. L'any 1938, Jansson també va estudiar a París, a l'École d'Adrien Holy i a l'École des Beaux Arts; i a la darreria d'aquella mateixa dècada ja era considerada una de les joves artistes finlandeses amb més talent.
Fou a les pàgines de la revista Garm, l'any 1940, on Jansson va introduir per primera vegada el seu personatge Mumin, i ho va fer convertint-lo en una mena de figura emblemàtica entre les seves il·lustracions. El 1945, la resta de membres de l'encantadora família Mumin van aparèixer al primer llibre de literatura infantil que escrivia Tove Jansson: Småtrollenoch den Stora Översvämnigen (Els petits trols i la gran inundació). Tanmateix, seria el tercer volum de la sèrie, Trollkarlens Hatt (El barret del mag), publicat el 1948 el que aconseguiria un nombre més gran de lectors i la consagraria per sempre com una de les autores més estimades pels infants.
A principis dels anys cinquanta, l'Associated Press, a Anglaterra, va contactar amb Jansson per proposar-li que transformés les adorables aventures dels seus màgics Mumins en un llibre de còmics per a adults. Atès que anteriorment ja havia dibuixat una reeixida sèrie de tires còmiques, titulada Mumintrollet och jordens undergång (Els Mumin i la fi del món), per al diari finlandès de llengua sueca Ny Tid, Jansson va acceptar immediatament la proposta.
El 1953, el London Evening News va començar a publicar diàriament una tira dels Mumin, i ben aviat aquests còmics van aparèixer en més de quaranta diaris d'arreu del món. Jansson va dibuixar les tires durant cinc anys, fins que va adonar-se que aquest esgotador ritme diari, i el fet d'haver de ser creativa «per encàrrec», no encaixava amb la seva actitud davant la vida.
A més d'escriure deu novel·les infantils, que han estat traduïdes a trenta-quatre idiomes, tres llibres d'il·lustracions de temàtica variada, i les tires còmiques recollides en aquests volums, Jansson també fou apassionadament prolífica en les altres activitats artístiques que va cultivar: va escriure diverses novel·les poètiques, i sovint agredolces, per a adults, i va pintar uns simpàtics i vívids murals per a institucions públiques, com ara l'hospital infantil Aurora de Hèlsinki. Va il·lustrar els seus propis llibres, però també d'altres com El hòbbit, de J. R. R. Tolkien o Alícia al país de les meravelles de Lewis Carroll.
Naturalment, una vida com la seva, dedicada per complet al cultiu de la creativitat i la imaginació, no podia passar desapercebuda, i Jansson va rebre nombrosos premis importants per la seva feina. Entre ells, la medalla Nils Holgersson l'any 1953, li fou concedit el premi Hans Christian Andersen de literatura infantil el 1966, pel conjunt de la seva obra, el gran premi de l'Acadèmia Sueca el 1994, la medalla Pro Finlàndia el 1976 i, en múltiples ocasions, el Premi Literari de l'Estat Finlandès.
L'any 1995, sis anys abans de la seva mort —que va tenir lloc el 2001—, l'octogenària Jansson fou guardonada amb el títol honorari de professora de la Universitat Åbo Akademi,un reconeixement d'allò més escaient per a una dona vital que va ensenyar al món algunes de les lliçons més fonamentals de la vida: surar sobre els núvols, calçar botes vermelles i sempre, sempre, viure en pau.

### Els Mumin
A la Vall dels Mumin, els punts de vista particulars de cadascú són igualment respectats, sigui la reconfortant saviesa casolana de la mare Mumin o bé els egocèntrics anhels de fama i diners de l'animaló Sniff. Aquestes criatures, capriciosament dibuixades, són còmiques en la seva humanitat, i la predilecció de Jansson per la vida bohèmia —molt rica en emocions i sentiments, per bé que sovint pobre quant a recursos materials— queda probablement reflectida en la sensual frivolitat dels Mumin. Biquinis diminuts, resplendents llums d'aranya, whisky, joies i roses són mostres evidents de la importància de gaudir de cada instant: una màxima a la qual, segons diuen, Jansson va mantenir-se fidel la major part de la seva vida.

### La família Mumin

#### Novel·les
- 1945: SMÅTROLLEN OCH DEN STORA ÖVERSVÄMNINGEN;
- 1946: KOMETJAKTEN (REVISAT I REEDITAT EL 1968 AMB EL TÍTOL KOMETEN KOMMER);
- 1948: TROLLKARLENS HATT;
- 1950: MUMINPAPPAS BRAVADER (REVISAT Y REEDITAT EL 1968 AMB EL TÍTOL MUMINPAPPANS MEMOARER);
- 1954: FARLIG MIDSOMMAR;
- 1957: TROLLVINTER;
- 1965: PAPPAN OCH HAVET;
- 1970: SENT I NOVEMBER.

#### Col·leccions d'històries breus
- 1962: DET OSYNLIGA BARNET OCH ANDRA BERÄTTELSER.

#### Llibres d'il·lustracions
- 1952: HUR GICK DET SEN? BOKEN OM MYMLAN, MUMINTROLLET OCH LILLA MY;
- 1960: VEM SKA TRÖSTA KNYTTET?;
- 1977: DEN FARLIGA RESAN;
- 1980: SKURKEN I MUMINHUSET (AMB FOTOGRAFIES DEL SEU GERMÀ PER OLOV);
- 1993: VISOR FRÅN MUMINDALEN (JUNT AMB EL SEU GERMÀ LARS I A ERNA TAURO).

#### Historietes
- 1977-1981: MUMIN (VOLUMS 1 A 7, A PARTIR DEL TERCER EN COL·LABORACIÓ AMB EL SEU GERMÀ LARS).

### Altres

#### Memòries
- 1968: BILDHUGGARES DOTTER (LLIBRE D'HISTÒRIES CURTES DE CONTINGUT AUTOBIOGRÀFIC);
- 1993: ANTECKNINGAR FRÅN EN Ö (IL·LUSTRAT PER LA SEVA PARELLA TUULIKKI PIETILÄ).

#### Novel·les
- 1972: SOMMARBOKEN;
- 1974: SOLSTADEN;
- 1982: DEN ÄRLIGA BEDRAGAREN;
- 1984: STENÅKERN.

#### Col·leccions d'històries breus
- 1971: LYSSNERSKAN;
- 1978: DOCKSKÅPET OCH ANDRA BERÄTTELSER;
- 1987: RESA MED LÄTT BAGAGE;
- 1989: RENT SPEL;
- 1991: BREV FRÅN KLARA OCH ANDRA BERÄTTELSER;
- 1998: MEDDELANDE. NOVELLER I URVAL 1971-1997.

#### Llibres d'il·lustracions
- 1933: SARA OCH PELLE OCH NECKENS BLÄCKFISKAR;

#### Obra traduïda al català
- Moomin, The Complete Tove Jansson Comic Strip, Book One:
  -  Mumin La col·lecció completa de còmics de Tove Jansson (Contingut: 1. Mumin i els bandolers 2. Mumin i la vida familiar 3. Mumin a la Riviera 4. L'illa deserta de Mumin). trad. Elena Martí Segarra.  Barcelona: Coco Books, 2014, p. 96. ISBN 978-84-941652-6-9 [Consulta: 1r juny 2014].
- Moominvalley turns jungle:
  -  La vall dels Mumin es transforma en una selva. trad. Elena Martí Segarra.  Barcelona: Coco Books, 2014, p. 40. ISBN 978-84-941652-8-3 [Consulta: 1r juliol 2014].
- Hur gick det sen? Boken om Mymlan, Mumintrollet och lilla My:
  -  El petit trol Mumin, la Mymlan i la petita My. trad. Meritxell Salvany.  Barcelona: Coco Books, 2014, p. 26. ISBN 978-84-942766-4-4 [Consulta: 1r octubre 2014].
- El llibre de l'estiu. Traducció: Montserrat Vallvé Viladoms.  Angle Editorial, Maig 2021 (Narratives, 132). ISBN 978-84-18197-76-5.[17]